# 連射王
『連射王』（れんしゃおう）は川上稔の小説。上下巻構成となっている。2007年1月、メディアワークスより発行。

## 概要
主にライトノベルを執筆する川上稔が、初めて挑戦した一般文芸作品である。
シューティングゲーム (STG) および、STGに挑戦するゲーマーを題材としている。都市世界における『FORTHシリーズ』と銘打たれているが、2007年現在同シリーズを構成する唯一の作品である。
この作品は元々、川上のサイト上でWeb小説として不定期に連載されていたものを改稿し、大幅に書き下ろしを加えて出版したものである。そのため作品前半部の文体は中・後半の文体とやや異なり、非常に短い一文を羅列した形式になっている。
2013年2月に電撃文庫より文庫化された。

## あらすじ
「俺って何かに本気になれるのかな……」
高校生活を卒業し、それぞれの道を選択して歩み始める者達。進学する者、就職する者、現実を見据える者、夢に突き進む者。
新たな自分の可能性を目指す級友達の中で、何に対しても本気で向き合えない主人公・高村コウは一人取り残される。
希望などない自分。目標などない自分。彼は急激に変化していく環境の中で、自身の立ち居地を見失いかけていた。
そんな中彼はある一人の人物との出会いから、「自分の本気」を模索する道を歩み始める。あるかどうか分からない、自分の中にいまだ秘めた“資質”。果たして、自分自身の本質はどこにあるのか？それは射撃ボタンだけが知っている……。

## 登場人物
高村コウ
野球部に所属する高校3年。

## 登場するゲーム
- 大連射

## Web小説時代

### サイト掲載時のタイトル
- 第一章『達人（タツジン）』
  - 第一節「ゲーセン」
  - 第二節「不可解」
  - 第三節「バカ」